# Behind Her Eyes (minissérie)
Behind Her Eyes (bra: Por Trás de Seus Olhos; prt: Por Trás dos Seus Olhos) é uma minissérie de suspense psicológico noir britânica criada por Steve Lightfoot, baseada no romance de 2017 de mesmo nome de Sarah Pinborough, que estreou na Netflix em 17 de fevereiro de 2021. A minissérie é estrelada por Simona Brown, Tom Bateman, Eve Hewson e Robert Aramayo.

## Premissa
Behind Her Eyes segue a história de Louise, uma mãe solteira cujo mundo fica desequilibrado quando ela arruma um emprego como secretária e começa a ter um caso com seu novo chefe, David. As coisas tomam um rumo ainda mais estranho quando ela se torna amiga de sua esposa, Adele. O que começa como um triângulo amoroso nada convencional, logo se torna uma história de suspense psicológico com tramas, revelações distorcidas e jogos mentais, enquanto Louise se vê presa em uma perigosa teia de segredos onde nada nem ninguém é o que parece.

## Elenco
- Simona Brown como Louise Barnsley
- Eve Hewson como Adele Ferguson (nascida Campbell)
- Tom Bateman como Dr. David Ferguson
- Robert Aramayo como Rob Hoyle
- Tyler Howitt como Adam
- Georgie Glen como Sue
- Nichola Burley como Sophie
- Roshan Seth como Dr. Sharma
- Nila Aalia como Geeta Sharma
- Eva Birthistle como Marianne

## Episódios
| N.º na série | N.º na temp. | Título (no Brasil)                         | Dirigido por        | Escrito por     | Lançamento        |
| --- | ------------ | ------------------------------------------ | ------------------- | --------------- | ----------------- |
| 1 | 1            | "Chance Encounters" "Encontros ao acaso"   | Erik Richter Strand | Steve Lightfoot | 17 fevereiro 2021 |
| Uma noite no bar deixa Louise constrangida no trabalho e ela volta a sofrer de terror noturno. David apresenta Adele aos novos colegas. |              |                                            |                     |                 |                   |
| 2 | 2            | "Lucid Dreaming" "Escolhendo os sonhos"    | Erik Richter Strand | Steve Lightfoot | 17 fevereiro 2021 |
| Uma espiada na vida privada de David e Adele (e no caderno de sonhos de Rob) deixa Louise com mais perguntas do que respostas.          |              |                                            |                     |                 |                   |
| 3 | 3            | "The First Door" "A primeira porta"        | Erik Richter Strand | Angela LaManna  | 17 fevereiro 2021 |
| Mesmo sabendo que não deveria, Louise se aproxima de David e Adele e se envolve cada vez mais no complicado relacionamento dos dois.    |              |                                            |                     |                 |                   |
| 4 | 4            | "Rob"                                      | Erik Richter Strand | Angela LaManna  | 17 fevereiro 2021 |
| Uma acusação de violência ameaça destruir a vida de David. Adele faz uma revelação chocante.                                            |              |                                            |                     |                 |                   |
| 5 | 5            | "The Second Door" "A segunda porta"        | Erik Richter Strand | Steve Lightfoot | 17 fevereiro 2021 |
| Apesar dos avisos de David, Louise continua preocupada com Adele, que levanta dúvidas sobre o que aconteceu com Rob.                    |              |                                            |                     |                 |                   |
| 6 | 6            | "Behind Her Eyes" "Por trás de seus olhos" | Erik Richter Strand | Steve Lightfoot | 17 fevereiro 2021 |
| Uma revelação surpreendente faz Louise se aprofundar mais no passado de David e Adele e exigir a verdade.                               |              |                                            |                     |                 |                   |

## Produção

### Desenvolvimento
Em 25 de janeiro de 2019, foi anunciado que a Netflix havia dado à produção um pedido de série para uma primeira temporada de seis episódios. Steve Lightfoot é creditado como o criador e produtor executivo da série. Em agosto de 2019, foi anunciado que Erik Richter Strand dirigiria a minissérie.

### Escolha do elenco
Em agosto de 2019, foi confirmado que Simona Brown, Eve Hewson, Tom Bateman e Robert Aramayo estrelariam a minissérie.

### Filmagens
As principais filmagens da minissérie ocorreram em Londres e na Escócia, de junho a outubro de 2019.

## Lançamento
Em 4 de fevereiro de 2021, a Netflix lançou o trailer oficial da minissérie. A minissérie foi lançada em 17 de fevereiro de 2021.

## Recepção
O site agregador de resenhas Rotten Tomatoes relator um índice de aprovação de 62% para a primeira temporada, com uma classificação média de 5,7/10, com base em 37 análises. O consenso crítico do site diz: "As muitas reviravoltas de Behind Her Eyes podem ser inesperadas, mas o desenvolvimento limitado dos personagens também os fazem se sentir imerecidos - ainda assim, as coisas podem ser malucas o suficiente para manter os espectadores entretidos." No Metacritic, tem uma pontuação média ponderada de 54 em 100, com base em 15 críticos, indicando "críticas mistas ou médias".
O The Guardian afirmou em sua análise da série, "Quem diria que um trisal poderia ser tão chato?", Dando à série uma avaliação de 2 estrelas. A Rolling Stone declarou "O novo suspense erótico da Netflix se autodestrói com uma série de reviravoltas desnecessariamente loucas". O The Independent deu à série uma avaliação de 2 estrelas, declarando "Uma reviravolta bizarra não pode compensar as partes sem graça". O The Irish Times deu uma crítica negativa, afirmando "Você pode ficar encantado. Ou é possível que você se pergunte por que desperdiçou seis horas de sua vida". Patrick Cremona, da Radio Times, disse sobre a série que “vai do insípido ao bizarro sem ser particularmente convincente ou atraente”.